# Aedes ashworthi
Aedes ashworthi är en tvåvingeart som beskrevs av Edwards 1921. Aedes ashworthi ingår i släktet Aedes och familjen stickmyggor. Inga underarter finns listade i Catalogue of Life.